# Lista de futebolistas que disputaram a Copa do Mundo FIFA por dois países

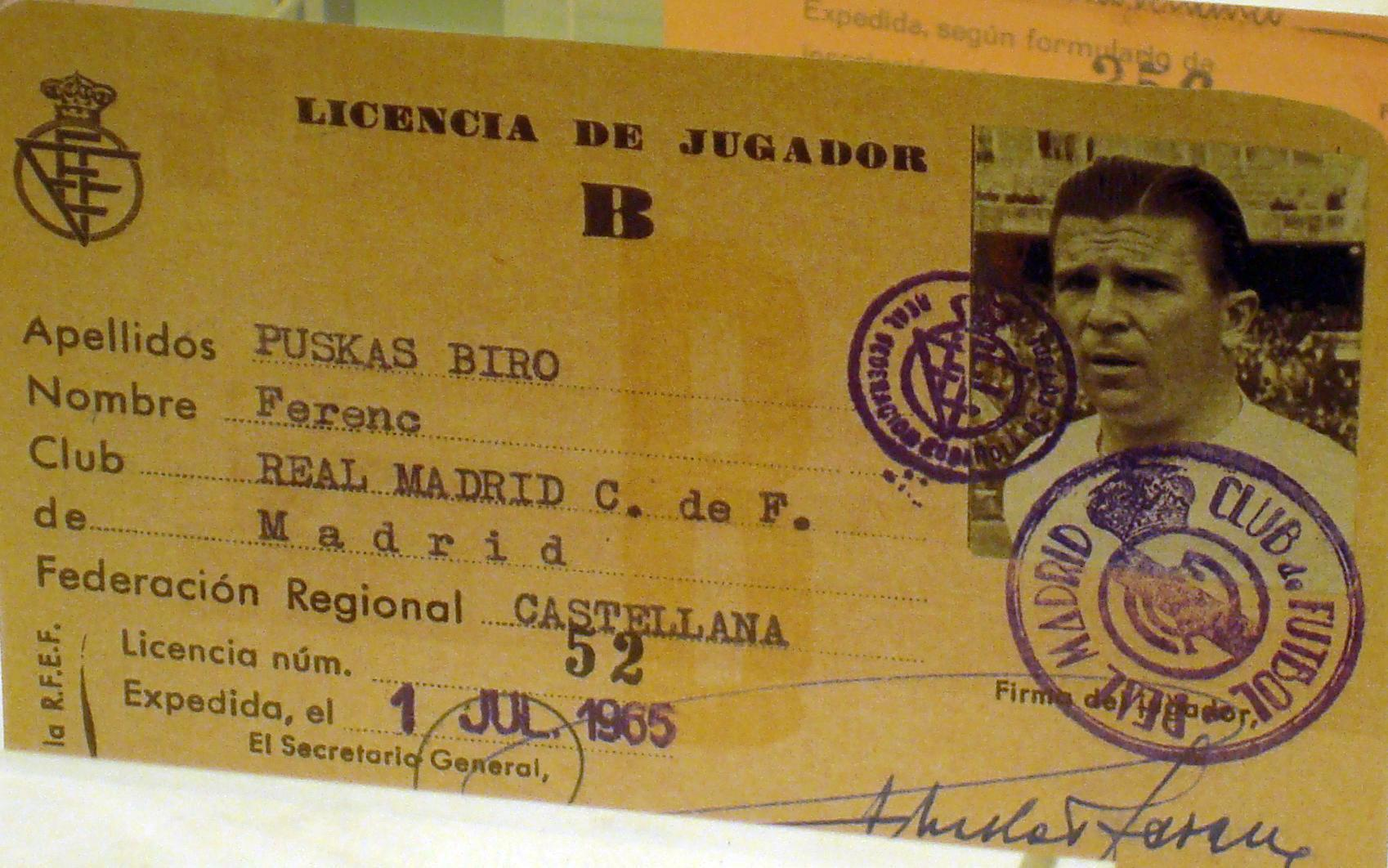
Licença de Ferenc Puskas para atuar pela Seleção Espanhola na Copa do Mundo FIFA de 1962.

Esta é uma lista de futebolistas que disputaram a Copa do Mundo FIFA por dois países distintos. Até a presente data, apenas seis atletas fazem parte deste seleto rol. O número poderia ser maior, no entanto, a Federação Internacional de Futebol (FIFA) não considera como distintas as seleções de Alemanha Ocidental e Alemanha; União Soviética e Rússia, Iugoslávia antes e depois do início de sua dissolução; e Sérvia e Montenegro e Sérvia.
O primeiro jogador a disputar duas Copas do Mundo por dois países distintos foi Luis Monti, que defendeu a Argentina na Copa do Mundo FIFA de 1930 e a Itália na de 1934, onde sagrou-se campeão. Dois atletas que disputaram a Copa do Mundo FIFA de 1962 pela Espanha já haviam participado de edições anteriores defendendo outras nações: Ferenc Puskas e José Santamaría, os quais defenderam a Hungria e o Uruguai, respectivamente. O outro jogador desta lista a ser campeão em uma de suas participações foi Mazzola, que sagrou-se vencedor em 1958 com o Brasil, mas não conseguiu repetir o feito quando atuou pela Itália em 1962.
Completam a lista dois jogadores que atuaram pela Iugoslávia e depois defenderam as cores de outra nação. O primeiro deles foi Robert Prosinečki, disputando o torneio em 1990 e em 1998 e 2002 pela Croácia. Para finalizar, Dejan Stanković defendeu a Iugoslávia em 1998, a Sérvia e Montenegro em 2006 e a Sérvia em 2010, tornando-se - de fato - o primeiro jogador a disputar a Copa por três países.
Robert Prosinečki é o único futebolista a marcar gols por duas seleções diferentes em Copas, tendo marcado um gol pela Seleção Iugoslava, em 1990, e dois pela Seleção Croata, ambos em 1998.

## Lista
A lista contém os seis atletas que disputaram a Copa do Mundo por dois países e as partidas nas quais atuaram. Jogos em negrito são as finais.
| Foto | Atleta            | Seleções                              | Partidas                                                                                                 | Partidas | Ref   |
| ---- | ----------------- | ------------------------------------- | --- | --- | ----- |
|      | Luis Monti        | Argentina Itália                      | Argentina: 1930 1-0 vs. França 3-1 vs. Chile 6-1 vs. EUA 2-4 vs. Uruguai                                 | Itália: 1934 7-1 vs. EUA 1-0 vs. Espanha 1-0 vs. Áustria 2-1 vs. Tchecoslováquia                                                                 | [ 1 ] |
|      | Ferenc Puskas     | Hungria Espanha                       | Hungria: 1954 9-0 vs. Coreia do Sul 8-3 vs. Alemanha Ocidental 2-3 vs. Alemanha Ocidental                | Espanha: 1962 0-1 vs. Tchecoslováquia 1-0 vs. México 1-2 vs. Brasil                                                                              | [ 2 ] |
|      | José Santamaría   | Uruguai Espanha                       | Uruguai: 1954 2-0 vs. Tchecoslováquia 7-0 vs. Escócia 4-2 vs. Inglaterra 2-4 vs. Hungria 1-3 vs. Áustria | Espanha: 1962 0-1 vs. Tchecoslováquia 1-0 vs. México                                                                                             | [ 3 ] |
|      | Mazzola           | Brasil Itália                         | Brasil: 1958 3-0 vs. Áustria 0-0 vs. Inglaterra 1-0 vs. País de Gales                                    | Itália: 1962 0-0 vs. Alemanha Ocidental 0-2 vs. Chile                                                                                            | [ 5 ] |
|      | Robert Prosinečki | Iugoslávia Croácia                    | Iugoslávia: 1990 1-4 vs. Alemanha Ocidental 4-1 vs. Emirados Árabes 2-3 vs. Argentina                    | Croácia: 1998 3-1 vs. Jamaica 1-0 vs. Japão 0-1 vs. Argentina 1-2 vs. França 2-1 vs. Holanda Croácia: 2002 0-1 vs. México                        | [ 6 ] |
|      | Dejan Stanković   | Iugoslávia Sérvia e Montenegro Sérvia | Iugoslávia: 1998 1-0 vs. Irã 2-2 vs. Alemanha 1-0 vs. EUA                                                | Sérvia e Montenegro: 2006 0-1 vs. Holanda 0-6 vs. Argentina 2-3 vs. Costa do Marfim Sérvia: 2010 0-1 vs. Gana 1-0 vs. Alemanha 1-2 vs. Austrália | [ 8 ] |

Attilio Demaría (Argentina em 1930 e Itália em 1934), Josef Stroh, Franz Wagner, Willibald Schmaus e Rudolf Raftl (Áustria em 1934 e Alemanha em 1938), Davor Šuker, Robert Jarni (Iugoslávia em 1990 e Croácia em 1998 e 2002) e Alen Bokšić (Iugoslávia em 1990 e Croácia em 2002) também foram a Copas por países distintos, mas entraram em campo por apenas um ou mesmo nenhum deles. Destes, apenas Demaría esteve em um plantel campeão, quando a Itália foi campeã em 1934.